# Ústavní biskup

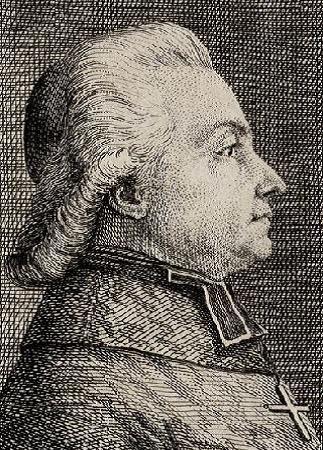
Jean-Baptiste Royer, ústavní pařížský biskup

Ústavní biskup (francouzsky évêque constitutionel) byl biskup francouzské ústavní církve ustanovené během Velké francouzské revoluce násilným odštěpením od katolické církve.

## Historie
V roce 1790 byly zrušeny staré diecéze a zřízeny nové pro každý departement. V jejich čele stáli biskupové, kteří zastávali ideje galikanismu a Francouzské revoluce. Biskupové byli voleni jak kněžími tak i laiky své diecéze a nástup do funkce stvrzovali přísahou na ústavu, takže svůj úřad zastávali bez souhlasu papeže. Papežská kurie je označila za schizmatiky a nadále uznávala jako legitimní pouze biskupy jmenované v předchozím období, kteří uprchli během revoluce do zahraničí.
Na konci období Hrůzovlády v červenci 1794 úřadovalo z původních 87 ústavních biskupů ještě 59, na podzim 1801 jich bylo ještě 32. Po podpisu konkordátu mezi Napoleonem a kardinálem Ercolem Consalvim jako zástupcem papeže Pia VII. v roce 1801 bylo ve Francii vedle ústavních biskupů také 94 stále žijících biskupů starého režimu. Všichni měli podat demisi a mělo proběhnout nové jmenování ve všech obnovených diecézích podle buly Qui Christi Domini. Z původních biskupů se 58 podrobilo, ale 36 odmítlo přijmout rezignaci. Také část ústavních biskupů se snažila zachovat svůj úřad. V říjnu 1801 odstoupili všichni ústavní biskupové bez popření své biskupské volby a svěcení. Při jmenování do obnovených diecézí v roce 1802 jich bylo 12 opět potvrzeno do úřadu, avšak neobdrželi jmenovací papežské listiny. Jejich integrace do „nových“ konkordátních biskupství se v jednotlivých případech lišila, ale obvykle vyžadovala značné diplomatické úsilí.